# Palazzo Melofioccolo
Il Palazzo Amendola, detto anche palazzo Melofioccolo, è uno storico palazzo di Napoli.

## Storia e descrizione
Ubicato in vico Melofioccolo, fu eretto dalla famiglia Media o Melia molto probabilmente su progetto di Ferdinando Sanfelice.
Riguardo alla denominazione del palazzo è difficile risalire ad un etimo preciso: si sa che fu la famiglia Melia a volere il palazzo. Da evidenti corruzioni del cognome è probabile che si sia arrivati ad entrambi i nomi, passando da Melia ad Amelia fino ad Amendola. Melofioccolo oltre che dalla storpiatura del cognome Melia potrebbe derivare dalla presenza di un albero assai comune in città.
Il palazzo, posto sul lato sinistro di via Sedile di Porto, non fu toccato dai progetti del Risanamento di Napoli che invece modificarono radicalmente il lato destro della strada. Il lato sinistro ricevette solo un rifacimento delle facciate.
Al palazzo si può accedere addentrandosi in uno dei due passaggi coperti posti agli estremi del vicolo, che può essere considerato a tutti gli effetti un cortile. Gli accessi sono da via Sedile di Porto (alla cui destra è visibile la rovinata chiesa di San Pietro in Vinculis) e da calata Santi Cosma e Damiano.
La facciata esterna attualmente non desta particolare interesse, sebbene siano state segnalate in passato tracce di stucchi e balconi. 
Sul vicolo si aprono due portali che presentano ancora tracce di decorazioni barocche. Tra i due portali, nell'angolo sono visibili le rovine di un'antica fontana in piperno coeva al palazzo di cui resta qualche concio della vasca e la decorazione parietale. Sempre sul vicolo è visibile una tipica scala aperta sanfeliciana.
Oggi l'interno del palazzo versa in grave degrado architettonico.